# Actoés VII
Actoés VII (em grego clássico: Αχθωης; romaniz.: Achthoes) ou Nebecauré Queti VII (em egípcio: Nb-kꜣw-rˁ ḫtj(j)) foi o sétimo faraó da IX ou X dinastia. É atestado num cartucho inscrito num peso de jaspe vermelha encontrado em Uádi Tumilate e na estória O Camponês Eloquente.